# 文京区役所

展望室から眺める高層ビル群と富士山

文京区役所（ぶんきょうくやくしょ）は、特別地方公共団体（特別区）である文京区の組織が入る施設（役所）である。

## 概要
元々は戦前の東京35区のひとつ、小石川区役所で、1947年（昭和22年）3月15日 に本郷区と合併して文京区が発足したあと、空襲からの被害を免れた小石川区役所庁舎が文京区役所本庁舎として利用された。その後建て替えられ1959年(昭和34年)2月に、前区役所庁舎となる文京区総合庁舎が完成し、湯島の旧本郷区役所にあった分庁舎を統合した。
しかし、前区役所も1980年代に入って老朽化が目立ったため、地上28階地下3階、総工費810億円の新庁舎建設が公示され、文京公会堂跡地に建設されることが発表された。そして1994年に第1期工事（高層棟）が竣工し、本庁舎として業務を開始した。その後1999年11月に第2期工事である文京シビックホール（2代目文京公会堂・低層棟）が完成し、完全竣工となった。
高層棟・低層棟を合わせた文京シビックセンターは地上28階・地下4階、高さ142m。東京23区の区役所の中では最も高い建物である（複合施設に入居している豊島区の例や合同庁舎に入居している千代田区の例を除く）。中でも高速シースルーエレベータ10基があるのが最大の特徴である。

## 施設
- 文京区役所
- 文京保健所
- 文京シビックホール
庁舎下層部には1,802席の大ホールを有する文京シビックホール（正式名称は「響きの森文京公会堂」）がある（初代・文京公会堂時代は約2,000席であった）。
大ホールはクラシック音楽を中心とした音楽イベントに使われ、小ホールは音楽会などに利用される。
初代・文京公会堂は1959年4月に開設され、音響性の良さから主にクラシックコンサートなどのイベントで使われた。コンサート以外にも1959年に行われた『第1回日本レコード大賞』の授与式会場や『8時だョ!全員集合』などの会場としても使われたが、建物老朽化と消防法改正などの理由に1977年に閉館した。
- シビックチケット
2階の小ホール入口付近に位置する。シビックホールで行われる公演等のチケットを販売している。
- 議場
24-25階中央部に位置する。傍聴可能。
- 展望ラウンジ
庁舎の25階北側に議場を半周囲むようには展望ラウンジがあり、無料で東京の景観を楽しむことができる。控えめの照明や室内照明の反射を避けるために傾斜のついた窓など展望に最適な環境がきちんと整備されている。新宿(西)方向に高層ビル群と並ぶ富士山や浅草(東)方向に東京スカイツリーを望むことができる、関東の富士見百景にも選出されている。20:30まで開いている。

- カフェ ド クリエ
1階北側にテナントとして入居中。春日通りから直接入れる。テラス席はペット同伴可能。
- ファミリーマート
1階南側にテナントとして入居。2017年10月にサンクスミニから業態転換した。
- 文京区観光インフォメーション
1階南側に位置する。観光マップなどが入手できる。
- UNウィメン日本事務所
1階南側に位置する。男女共同参画社会について知ることが可能。
- 行政情報センター
2階小ホール入り口前に位置する。文京区の行政について詳しく知ることが可能。
- 駐車場（有料）
礫川公園側に入庫口あり
- 駐輪場（無料）
駐車場入庫口横にある。2段式ラックとなっている。区役所周辺道路は駐輪禁止となっている。隣接するラクーアにも有料駐輪場がある。
- 地下連絡通路
地下2階で東京メトロ丸ノ内線、東京メトロ南北線の後楽園駅、都営地下鉄三田線、都営地下鉄大江戸線の春日駅に直結している。

## 改修工事
建設後20年が経過したため、バリアフリー&省エネをコンセプトに2012年ごろに改修工事に着手。主な内容は照明のLED化、外壁補修、バリアフリー化、耐震定期検査、シビックホール機器改修、防災設備（誘導灯、消火栓、スプリンクラーなど）改修などである。

## アクセス

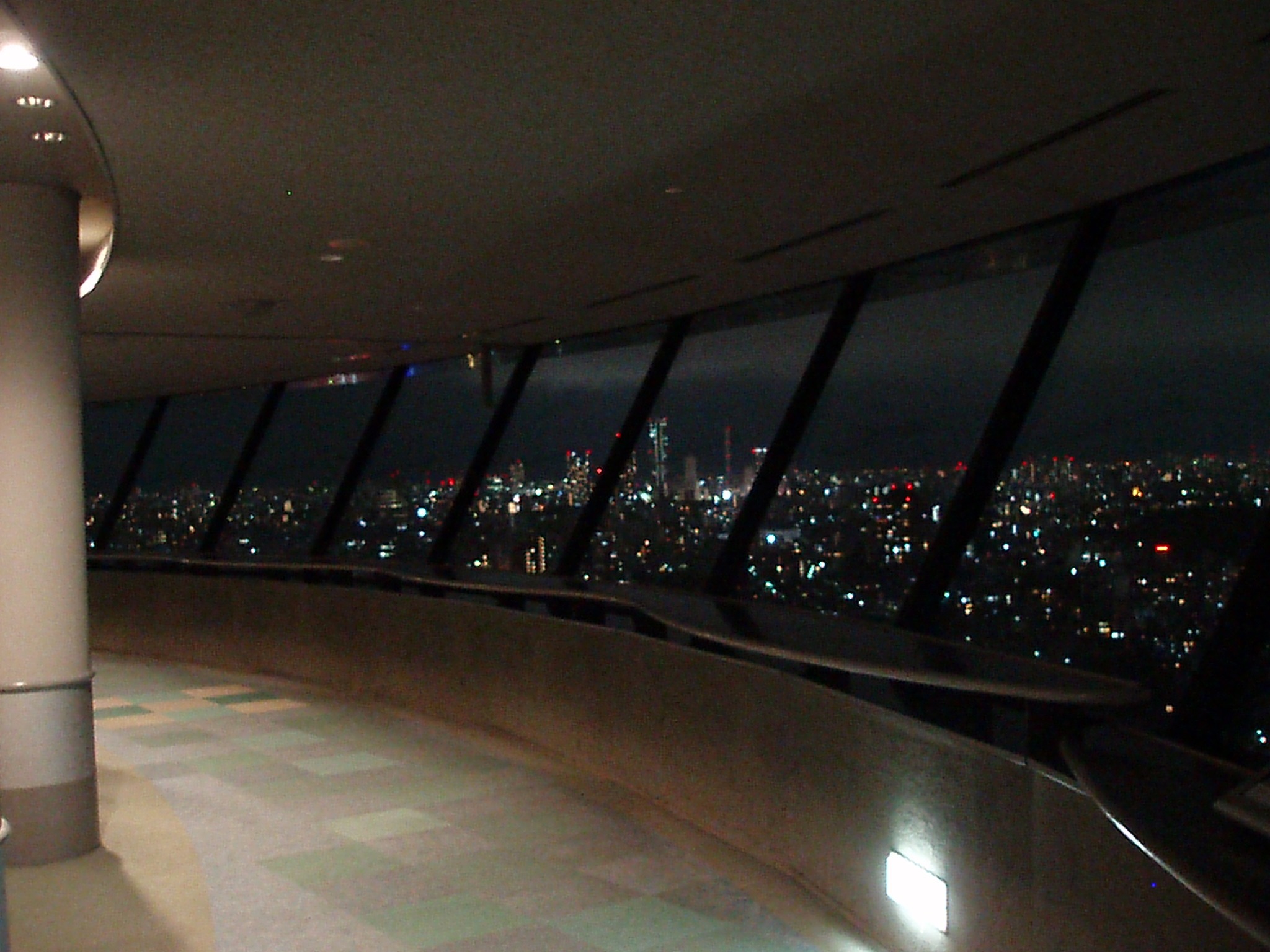
25階展望室（夜）

文京シビックセンター
- 東京メトロ丸ノ内線・南北線　
後楽園駅地下直結（地上出口からは徒歩1分）
- 都営地下鉄三田線・大江戸線
春日駅地下直結（地上出口からは徒歩1分）
- JR東日本中央・総武緩行線
水道橋駅より徒歩8分

## バス路線
- 春日駅前 停留所
  - 都02系統：大塚駅前 行 / 錦糸町駅前 行
  - 都02乙系統：池袋駅東口 行 / 東京ドームシティ 行
  - 上60系統：池袋駅東口 行・大塚駅前 行 / 上野公園 行（根津駅経由）
  - 上69系統：小滝橋車庫 行 / 上野公園〈循環〉（本郷三丁目駅経由）
- 文京シビックセンター（春日駅前）
  - 文京区コミュニティバス「Bーぐる」（区内循環バス）（運行業務は日立自動車交通に委託）
    - 千駄木・駒込ルート：東京ドームホテル方面 ラクーア行
    - 目白台・小日向ルート：江戸川橋駅・椿山荘・護国寺駅・茗荷谷駅方面行